# STS-31
STS-31 — космический полёт MTKK «Дискавери» по программе «Спейс Шаттл» (35-й полёт программы и 10-й полёт Дискавери), целью которого был вывод на орбиту космического телескопа «Хаббл».

## Экипаж
- (НАСА): Лорен Шрайвер (2)[2] — командир;
- (НАСА): Чарльз Болден (2) — пилот;
- (НАСА): Стивен Хоули (3) — специалист по программе полёта-1;
- (НАСА): Брюс МакКэндлесс (2) — специалист по программе полёта-2;
- (НАСА): Кэтрин Салливэн (2) — специалист по программе полёта-3.

Первоначально командиром экипажа был назначен Джон Янг, STS-31 должен был стать его седьмым полётом. Но после катастрофы шаттла «Челленджер», Янг перешёл на административную должность, и вместо него был назначен Лорен Шрайвер.

## Параметры полёта
- Масса аппарата
  - при старте — 117 586 кг;
  - при посадке — 85 947 кг;
- Грузоподъёмность — 11 878 кг;
- Наклонение орбиты — 28,5°;
- Период обращения — 96,7 мин;
- Перигей — 585 км;
- Апогей — 615 км.

## Хаббл
Космический телескоп «Хаббл» является совместным проектом НАСА и Европейского космического агентства. Его запуск планировался в 1983 году, но из-за финансовых затруднений, а после гибели шаттла «Челенджер» — из-за приостановки программы «Спейс Шаттл», вывод Хаббла на орбиту был отложен.
Вынужденная задержка позволила произвести ряд усовершенствований: солнечные батареи были заменены на более эффективные, был модернизирован бортовой вычислительный комплекс и системы связи, а также изменена конструкция кормового защитного кожуха с целью облегчить обслуживание телескопа на орбите. Кроме того программное обеспечение для управления телескопом было не готово в 1986 году и фактически было окончательно написано только к моменту запуска в 1990-м. После возобновления полётов шаттлов в 1988 году запуск был окончательно назначен на 1990 год.

## Ход полёта
- 24 апреля 1990 года в 12:33:51 UTC состоялся старт шаттла STS-31 c площадки 39-B (англ. LC-39) Космического центра имени Джона Фицджеральда Кеннеди во Флориде.
- 25 апреля 1990 года в 19:35:00 UTC автоматическая обсерватория «Хаббл» выведена в автономный полёт[9].
- 29 апреля 1990 года 13:49:57 UTC шаттл приземлился на авиабазе «Эдвардс» в Калифорнии[10].

В ходе полёта была достигнута максимальная на тот момент высота орбиты для шаттла, 333,06 морской мили (616,83 км). Этот рекорд позже был перекрыт в ходе миссии STS-82 в 1997 году.